# Offre d'emploi (film)

Offre d'emploi est un court métrage français réalisé en 1980 par Jean Eustache. Il s'inscrit dans le cadre du film à sketches Contes modernes : À propos du travail, sorti en 1982, auquel ont également contribué Gérard Marx, Paul Seban et Claude Ventura.

## Synopsis
Un chômeur, qui a perdu son emploi à la suite d'un licenciement économique, cherche du travail. On le suit dans ce parcours, depuis le découpage de petites annonces dans le journal, le premier entretien d'embauche, la rédaction d'une lettre manuscrite, l'analyse de celle-ci par une graphologue et la décision finale du patron.

## Fiche technique
- Titre : Offre d'emploi
- Réalisation : Jean Eustache
- Scénario et dialogues : Jean Eustache
- Image : Philippe Théaudière, assisté de Maurice Perrimond et Alain Salomon
- Son : Jean-Claude Brisson
- Scripte : Claude Luquet
- Production : Pascale Breugnot et Marcel Teulade pour Antenne 2, dans la série "Contes modernes"
- Producteur exécutif : INA
- Durée : 18 minutes
- Couleur
- Date de sortie : 16 mars 1982

## Distribution
- Michel Delahaye : Mathieu Pelletier, le demandeur d'emploi[1]
- Rosine Young : la recruteuse
- Michèle Moretti :  Simone Herlin, la graphologue
- Jean Douchet : le directeur
- Bertrand Van Effenterre : le conseiller au recrutement
- Noël Simsolo : un homme dans la salle d'attente
- Boris Eustache : André Jauguin

## Analyse
Avec une mise en scène sobre, sèche parfois, le court métrage donne à voir la déshumanisation du monde du travail, où la gestion des "ressources humaines", marquée par une recherche d'efficacité et de scientificité du recrutement, se fait au détriment de toute attention à l'humain. La froideur de la graphologue, la lâcheté du directeur (incapable de décider lui-même), à la fin la froideur de l'expert recommandant de privilégier l'analyse de la voix du candidat révèlent les méthodes froides et inhumaines de recrutement en vigueur à partir des années 1970.